# Курдиани, Арчил Григорьевич
Арчи́л Григо́рьевич Курдиа́ни (груз. არჩილ გრიგოლის ძე ქურდიანი, 13 [26] марта 1903 или 26 марта 1903, Тифлис — 1988 или 1978) — советский грузинский архитектор. Народный архитектор СССР (1970). Лауреат Сталинской премии второй степени (1941).

## Биография
Арчил Курдиани родился 13 (26) марта 1903 года в Тифлисе (ныне Тбилиси, Грузия).
В 1922 году окончил Первую гимназию в Тифлисе. В 1922—1929 годах учился в Грузинском политехническом институте им. В. И. Ленина.
В 1936—1944 годах — главный архитектор Тбилиси.
В своём творчестве автор опирался на богатейшие традиции грузинского зодчества и наследие русской классики. Его произведения отличаются цельностью замысла, использованием грузинского национального декора.
С 1948 года преподавал в Тбилисской академии художеств (с 1960 года — профессор).
Член-корреспондент АХ СССР (1979). В 1959—1962 годах — председатель правления Союза архитекторов Грузинской ССР.
Член ВКП(б) с 1942 года.
Арчил Григорьевич Курдиани умер в октябре 1988 года.

### Семья
- Отец — известный инженер и архитектор Григол Курдиани(1873—1957)[4].
- Жена — Кетеван, первая грузинская женщина-архитектор.
- Сын — Гия Курдиани (род. 1932), архитектор
- Внук — Арчил Курдиани (род. 1965), архитектор.

## Архитектурные проекты
- павильон Грузинской ССР на ВСХВ в Москве (1939)[5]
- стадион «Динамо» в Тбилиси (1933—1937)
- Дидубийский мост в Тбилиси (1954)
- телецентр в Тбилиси (1957)
- дом-музей И. В. Сталина в Гори (1955)
- здание гостиницы в Гори (1956)

## Награды и звания
- Заслуженный деятель искусств Грузинской ССР (1961)
- Народный архитектор СССР (1970)
- Сталинская премия второй степени (1941) — за архитектурный проект павильона Грузинской ССР на ВСХВ (1939)[6]
- Орден Ленина (16.09.1939)
- Орден Трудового Красного Знамени
- Орден Дружбы народов (1983)

## Память
Именем архитектора названа улица в Тбилиси.